# 奇电子分子
奇电子分子是指中心原子价层电子数为奇数的分子，它们通常用两种方式来使自身稳定。
首先是成键轨道或非键轨道未填满，例如氢分子离子H2+、二氧化氮可以形成单电子键、三电子键等等。它们可以得电子、失电子或双聚形成较稳定的分子：
{\displaystyle {\rm {H_{2}^{+}+e^{-}\rightarrow H_{2}}}}
{\displaystyle {\rm {NO_{2}-e^{-}\rightarrow NO_{2}^{+}}}}
{\displaystyle {\rm {2NO_{2}\rightarrow N_{2}O_{4}}}}
其次是反键轨道上电子不成对，例如常见的氧分子就是一个含2个不成对电子的分子，尽管它的总电子数为偶数。